# Vendado es Amor, no es ciego
Vendado es Amor, no es Ciego est une zarzuela du compositeur espagnol José de Nebra, écrite en 1744 sur un livret de José de Cañizares.

## Contexte
José de Nebra achève sa zarzuela en 1744 et elle est créée pour la première fois à Madrid.

## Rôles
| Rôles    | Voix | Première, 1744 |
| -------- | ---- | -------------- |
| Anquises |      |                |
| Venus    |      |                |
| Eumene   |      |                |
| Diana    |      |                |
| Brujala  |      |                |
| Titiro   |      |                |

## Postérité
L'œuvre a été recréée pour la première fois en 2019, dans un enregistrement dirigé par Alberto Miguélez Rouco à Riehen, avec Giulia Semenzato (Anquises), Natalie Pérez (Venus), Alicia Amo (Eumene), Eva Maria Soler Boix (Diana), Amalia Montero Neira (Brujula) et Yannick Debus (Titiro).